# Cryptodira
Cryptodira je podred Testudines što uključuje većinu živih kornjača. Cryptodira se razlikuje od Pleurodira (kornjače sa bočnim vratom) po tome što spuštaju vratove i uvlače glave pravo nazad u školjke, umesto da savijaju vratove bočno duž tela ispod ivica oklopa. Među njihovim vrstama su slatkovodne kornjače, Chelydridae, Trionychidae i morske kornjače.

## Povlačenje vrata
Cryptodira karakteriše povlačenje glave u vertikalnoj ravni, što omogućava prvenstveno vertikalne pokrete i ograničena bočna kretanja van školjke. Ovi pokreti su uglavnom posledica morfologije i rasporeda vratnih pršljenova. Kod svih novijih kornjača, vratni stub se sastoji od devet zglobova i osam pršljenova. U poređenju sa uskim pršljenom i blisko pozicioniranim zigapofizama pleurodiresa, pršljenovi kriptodira poprimaju suprotan oblik. Njihovi vratni pršljenovi su više rastegnuti, a njihove zigapofize (procesi koji spajaju susedne pršljenove) su mnogo šire raspoređeni - karakteristike koje omogućavaju stanje koje se zove ginglimoidija, i na kraju, njihovo „skriveno” povlačenje vrata. Ginglimoidija se odnosi na dvostruku artikulaciju, gde artikulacija između šestog i sedmog pršljena, i sedmog i osmog pršljena omogućava savijanje vrata u S oblik. Formiranje ovog S oblika se dešava u jednoj ravni koja omogućava uvlačenje u školjku.

## Taksonomija
- †Hangaiemys
- †Bashuchelyidae
- Pan-Cryptodira
  - Familija †Macrobaenidae? Sukhanov 1964
  - Familija †Xinjiangchelyidae? Nesov, 1990
  - Familija †Sinemydidae? Yeh, 1963
  - Klada Pandurocryptodira
    - Klada Durocryptodira
      - Klada Panamerichelydia
        - Klada Americhelydia
          - Klada Panchelydroidea
            - Klada Chelydroidea
              - Klada Panchelydridae
                - †Chelydropsis
                - Familija Chelydridae

              - Klada Pankinosternoidea
                - †Lutemys
                - †Emarginachelys
                - †Tullochelys
                - Nadfamilija Kinosternoidea
                  - Familija Dermatemydidae
                  - Klada Pankinosternidae
                    - Familija Kinosternidae

          - Klada Panchelonioidea
            - Klada †Angolachelonia?
              - Klada †Thalassochelydia?
                - Familija †Eurysternidae?
                - Familija †Plesiochelyidae?
                - Familija †Thalassemydidae?
                - †Owadowia?

              - Familija †Sandownidae?

            - Familija †Protostegidae?
            - Familija †Toxochelyidae
            - Familija †Ctenochelyidae
            - Superfamily Chelonioidea
              - Familija Cheloniidae
              - Familija Dermochelyidae

      - Klada Pantestudinoidea
        - Familija †Lindholmemydidae?
        - Nadfamilija Testudinoidea
          - Familija †Haichemydidae
          - Familija †Sinochelyidae
          - Klada Emysternia
            - Familija Platysternidae
            - Familija Emydidae

          - Klada Testuguria
            - Familija Geoemydidae
            - Familija Testudinidae

  - Klada Pantrionychia
    - Klada †Adocusia
      - Familija †Adocidae
      - Familija †Nanhsiungchelyidae

    - Nadfamilija Trionychia
      - Familija Carettochelyidae
      - Familija Trionychidae

## Literatura
- Baur, George (јун 1890). „On the Classification of the Testudinata”. The American Naturalist. 24 (282): 530—536. JSTOR 2450882. doi:10.1086/275138 .
- Rhodin, Anders G.J.; van Dijk, Peter Paul; Inverson, John B.; Shaffer, H. Bradley; Roger, Bour (2011-12-31). „Turtles of the world, 2011 update: Annotated checklist of taxonomy, synonymy, distribution and conservation status” (PDF). Chelonian Research Monographs. 5. Архивирано из оригинала (PDF) 2012-01-31. г.
- Rhodin, Anders G.J.; van Dijk, Peter Paul; Parham, James F. (2008-12-08). „Turtles of the world, 2008 checklist” (PDF). Chelonian Research Monographs. 5. Архивирано из оригинала (PDF) 2012-04-23. г. Приступљено 2012-05-22.